# Sairusi Nalaubu
Sairusi Sainitiki Waitawa Nalaubu (ur. 14 grudnia 1996) – fidżyjski piłkarz grający na pozycji napastnika w Navua FC oraz reprezentacji Fidżi. W swojej karierze występował również w klubach: Suva FC i Rewa FC. W reprezentacji zadebiutował 10 marca 2022 w meczu z Vanuatu, w którym strzelił hat tricka. Został powołany na Puchar Narodów Oceanii 2024, podczas którego rozegrał cztery mecze, zdobywając z reprezentacją czwarte miejsce.